# Clássico da Soja (Paraná)
O Clássico da Soja é uma rivalidade futebolística entre os clubes das cidades de Cascavel e Toledo, ambas do Oeste Paranaense. São considerados clássicos oficias, os jogos que envolveram o Cascavel Esporte Clube e o Toledo Esporte Clube, e posteriormente entre o Cascavel Clube Recreativo (nascido da fusão entre Cascavel E.C, Cascavel S/A e SOREC) e o Toledo Esporte Clube (até o ano de 2016 o Toledo adotava a nomenclatura de Toledo Colônia Work, mas a partir de 30 de agosto daquele ano, passou a chamar-se Toledo Esporte Clube novamente). Ao longo de sua história, alcançou o status de uma das maiores rivalidades do Estado, junto ao Atletiba, o Paratiba, o Paratico  e o Clássico do Café.

Considera-se como o derby inicial, o do dia 13 de Julho de 1980, quando o Cascavel Esporte Clube jogou com o Toledo Esporte Clube, no Ninho da Cobra, em Cascavel, pelo Campeonato Paranaense de 1980, e obteve vitória pelo placar de 2-1.
O termo Clássico da Soja, é usado em virtude do grande cultivo do grão em ambos os municípios, que figuram entre os maiores produtores do Paraná. Sugere-se, por historiadores e pioneiros, que a emulação entre os dois  locais, date desde emancipação na década de 1950, iniciando-se em questões políticas e em seguida no futebol.

## O Primeiro Clássico da Soja
O Cascavel Esporte Clube, fundado em 1979, disputou a Segunda Divisão do mesmo ano, e foi promovido a elite do futebol paranaense de 1980, já o Toledo Esporte Clube, figurava na Primeira Divisão do Paranaense, pelo segundo ano consecutivo, quando em 13 de Julho de 1980,em partida válida pela décima primeira rodada da primeira fase do estadual, no Estádio Ninho da Cobra, em Cascavel, os dois vizinhos do Oeste se encontraram pela primeira vez. O resultado foi de vitória em favor dos donos da casa, pelo placar de 2 a 1, porém, um fato pertinente marcou o clássico: O autor do gol toledense, Vaquinha comemorou dançando com a bola no meio do campo, provocando a torcida cascavelense que não ficou nada contente, o episódio ganhou repercussão nacional sendo exibido no programa Fantástico da Rede Globo.
 Campeonato Paranaense de 1980

| 13 de Julho de 1980 | Cascavel E.C.       | 2 – 1 | Toledo E.C. | Estádio Ninho da Cobra, Cascavel |
|                     | Paulinho Cascavel · |       | Vaquinha    |                                  |

## Estádios
O Clássico da Soja ocorreu no Estádio Ninho da Cobra (Cascavel) e 14 de Dezembro (Toledo) até o ano de 1982, já que a partir de 1983 o Cascavel passou a mandar seus jogos como mandante no Olímpico Regional.

## Estatísticas
Último jogo considerado: Cascavel CR 1x2 Toledo, Campeonato Paranaense de Futebol de 2019, Estádio Olímpico Regional Arnaldo Busatto - Cascavel.
| Estatística Geral           |    |
| Número de jogos             | 42 |
| Vítórias do Cascavel        | 13 |
| Vitórias do Toledo          | 14 |
| Empates                     | 16 |
| Número de gols              | 75 |
| Gols marcados pelo Cascavel | 38 |
| Gols marcados pelo Toledo   | 37 |

- Maior invencibilidade do Cascavel: 6 jogos entre 1 de agosto de 1982  a 9 de setembro de 1984 e de 20 de março de 1994 a 30 de outubro de 2005.
- Maior invencibilidade do Toledo: 11 jogos entre 31 de maio de 1981 a 29 de junho de 1985.

### Maior diferença de gols
- Maior diferença de gols do Cascavel: 4 a 1 em 18 de agosto de 1985
- Maior diferença de gols do Toledo: 3 a 1 em 28 de outubro de 1984, 3 a 1 em 25 de maio de 1986, 3 a 1 em 6 de novembro de 2005 e 2 a 0 em 24 de junho de 1993.

### Clássicos da Soja com mais gols
- Cascavel C.R. 4 x 2 Toledo C.W. 8 de março de 2009
- Cascavel E.C. 4 x 1 Toledo E.C. 18 de agosto de 1985
- Toledo E.C. 3 x 1 Cascavel E.C. 28 de outubro de 1984
- Toledo E.C. 3 x 1 Cascavel E.C. 25 de maio de 1986
- Toledo C.W. 3 x 1 Cascavel C.R. 6 de novembro de 2005

### Números por competição
| Competição  | Jogos | Vitórias do Cascavel | Empates | Vitórias do Toledo | Gols do Cascavel | Gols do Toledo | Total de Gols |
| ----------- | ----- | -------------------- | ------- | ------------------ | ---------------- | -------------- | ------------- |
| Amistosos   | 2     | 0                    | 0       | 2                  | 0                | 3              | 3             |
| Paranaense  | 39    | 13                   | 16      | 10                 | 37               | 30             | 67            |
| Copa Paraná | 2     | 0                    | 0       | 2                  | 1                | 4              | 5             |
| Total       | 43    | 13                   | 16      | 14                 | 38               | 37             | 75            |

## Confrontos
| Vitórias do Cascavel Esporte Clube | Empate | Vitórias do Toledo Esporte Clube |

| Data                    | Mandante      | Placar | Visitante     | Competição |
| ----------------------- | ------------- | ------ | ------------- | ---------- |
| 13 de julho de 1980     | Cascavel E.C. | 2–1    | Toledo E.C.   | Paranaense |
| 7 de setembro de 1980   | Toledo EC     | 0–1    | Cascavel E.C. | Paranaense |
| 12 de outubro de 1980   | Cascavel E.C. | 1–0    | Toledo E.C.   | Paranaense |
| 31 de maio de 1981      | Toledo E.C.   | 2–1    | Cascavel E.C. | Paranaense |
| 30 de agosto de 1981    | Cascavel E.C. | 1–1    | Toledo E.C.   | Paranaense |
| 15 de maio de 1982      | Toledo E.C.   | 1–0    | Cascavel E.C. | Paranaense |
| 1 de agosto de 1982     | Cascavel E.C. | 0–0    | Toledo E.C.   | Paranaense |
| 26 de setembro de 1982  | Toledo E.C.   | 1–1    | Cascavel E.C. | Paranaense |
| 2 de julho de 1983      | Toledo E.C.   | 0–0    | Cascavel E.C. | Paranaense |
| 18 de setembro de 1983  | Cascavel E.C. | 0–0    | Toledo E.C.   | Paranaense |
| 8 de julho de 1984      | Toledo E.C.   | 0–0    | Cascavel E.C. | Paranaense |
| 9 de setembro de 1984   | Cascavel E.C. | 0–0    | Toledo E.C.   | Paranaense |
| 28 de outubro de 1984   | Toledo E.C.   | 3–1    | Cascavel E.C. | Paranaense |
| 29 de junho de 1985     | Cascavel E.C. | 0–0    | Toledo E.C.   | Paranaense |
| 7 de julho de 1985      | Toledo E.C.   | 0–1    | Cascavel E.C. | Paranaense |
| 18 de agosto de 1985    | Cascavel E.C. | 4–1    | Toledo E.C.   | Paranaense |
| 24 de setembro de 1985  | Toledo E.C.   | 0–0    | Cascavel E.C. | Paranaense |
| 23 de fevereiro de 1986 | Cascavel E.C. | 2–1    | Toledo E.C.   | Paranaense |
| 25 de maio de 1986      | Toledo E.C.   | 3–1    | Cascavel E.C. | Paranaense |
| 11 de março de 1990     | Toledo E.C.   | 1–0    | Cascavel E.C. | Paranaense |
| 20 de março de 1991     | Toledo E.C.   | 0–0    | Cascavel E.C. | Paranaense |
| 14 de abril de 1991     | Cascavel E.C. | 1–2    | Toledo E.C.   | Paranaense |
| 10 de agosto de 1991    | Toledo E.C.   | 2–1    | Cascavel E.C. | Paranaense |
| 20 de outubro de 1991   | Cascavel E.C. | 0–0    | Toledo E.C.   | Paranaense |
| 3 de setembro de 1992   | Cascavel E.C. | 2–0    | Toledo E.C.   | Paranaense |
| 11 de março de 1993     | Toledo E.C.   | 0–0    | Cascavel E.C. | Paranaense |
| 24 de junho de 1993     | Toledo E.C.   | 2–0    | Cascavel E.C. | Paranaense |
| 11 de março de 1993     | Cascavel E.C. | 1–1    | Toledo E.C.   | Paranaense |
| 6 de fevereiro de 1994  | Toledo E.C.   | 0–2    | Cascavel E.C. | Paranaense |
| 20 de março de 1994     | Cascavel E.C. | 0–0    | Toledo E.C.   | Paranaense |
| 13 de abril de 1997     | Cascavel E.C. | 1–1    | Toledo E.C.   | Paranaense |

| Vitórias do Cascavel Clube Recreativo | Empate | Vitórias do Toledo Esporte Clube |

| Data                    | Mandante      | Placar | Visitante     | Competição  |
| ----------------------- | ------------- | ------ | ------------- | ----------- |
| 4 de junho de 2005      | Cascavel C.R. | 1–1    | Toledo E.C.   | Paranaense  |
| 30 de outubro de 2005   | Cascavel C.R. | 2–0    | Toledo E.C.   | Paranaense  |
| 6 de novembro de 2005   | Toledo E.C.   | 3–1    | Cascavel C.R. | Paranaense  |
| 29 de julho de 2007     | Toledo E.C.   | 2–1    | Cascavel C.R. | Copa Paraná |
| 12 de outubro de 2007   | Cascavel C.R. | 0–2    | Toledo E.C.   | Copa Paraná |
| 9 de janeiro de 2008    | Cascavel C.R. | 1–0    | Toledo E.C.   | Paranaense  |
| 21 de janeiro de 2009   | Cascavel C.R. | 0–1    | Toledo E.C.   | Amistoso    |
| 8 de março de 2009      | Cascavel C.R. | 4–2    | Toledo E.C.   | Paranaense  |
| 20 de janeiro de 2010   | Cascavel C.R. | 2–1    | Toledo E.C.   | Paranaense  |
| 10 de fevereiro de 2019 | Cascavel C.R. | 1–2    | Toledo E.C.   | Paranaense  |
| 8 de janeiro de 2020    | Toledo E.C.   | 2–0    | Cascavel C.R. | Amistoso    |
| 2 de fevereiro de 2020  | Cascavel C.R. | 1–0    | Toledo E.C.   | Paranaense  |

## Clássico da Soja mais recente
No dia 21 de março de 2021, Cascavel e Toledo se confrontaram no Estádio Olímpico Regional, em  Cascavel, o resultado da partida foi de 1 a 0 a favor do Toledo. O único gol da partida foi marcado por Davi Ferrari do Toledo, nos acréscimos do segundo tempo.
  Campeonato Paranaense de 2021

| 21 de março de 2021 | Cascavel | 0 - 1 | Toledo             | Estádio Olímpico Regional, Cascavel |
| 16h00               |          |       | Davi Ferrari 90+6' |                                     |

### Escalações
Cascavel: Tom, Favali, Gustavo Japa, Vinícius Sangiorgi, Ramon, William, Matheus Oliveira, Gomes, Hadrian, Bruno Chalkiadakis e Romário Becker Técnico: Alex Alves Ferreira
Toledo: Paulo Sérgio, Diogo Rangel, Gabriel Proença, João Neto, Alemão, Vavá, Léo, Davi, Pedrinho, Matheus Motta e Léo Porto. Técnico: Valmir Israel